# Forces armées de l'OTAN et du pacte de Varsovie
Notes
Les données se rapportent à l'année 1989.

Les forces armées de l'OTAN et du pacte de Varsovie se font face en Europe pendant la guerre froide, depuis le début des années 1950 jusqu'à la chute du bloc soviétique et la dissolution du Pacte en 1991. Elles mobilisent des moyens en homme et en matériel considérables, massés pour l'essentiel de part et d'autre du rideau de fer en Europe centrale. Ce face à face ne s'est jamais traduit par un quelconque affrontement armé.

## Contexte général des deux alliances
Pour des articles plus généraux, voir Bloc de l'Ouest et Bloc de l'Est.

Drapeau de l'Organisation du traité de l'Atlantique nord.

Emblème du Pacte de Varsovie.

Les États-Unis jouent un rôle prépondérant au sein de l'OTAN pendant la guerre froide, comme l'Union soviétique au sein du Pacte. Cette prépondérance s'exerce toutefois dans un contexte originel très différent. Au sein de l'OTAN, les Européens pèsent sur les décisions stratégiques prises, touchant par exemple le concept de défense de leur territoire le plus proche possible des frontières orientales ou l'installation d'armes nucléaires tactiques ou intermédiaires sur leur sol. Le pacte de Varsovie est sur le plan formel organisé de façon assez similaire à l'OTAN, mais les Soviétiques exercent un contrôle sur les pays membres de manière à empêcher toute sortie du régime communiste, et donc du glacis protecteur mis en place par Staline, des démocraties populaires occupant une position stratégique, la Tchécoslovaquie, la Pologne, la Hongrie et la RDA. Le Pacte est ainsi utilisé sur le plan politique comme sur le plan militaire en 1968 pour reprendre le contrôle de la situation et mettre un terme au Printemps de Prague.
Les deux alliances proclament leur caractère défensif. La naissance de l'Alliance atlantique naît bien des craintes qu'ont les pays d'Europe de l'Ouest de voir se propager le communisme stalinien à travers toute l'Europe et par conséquent de leur insistante à bénéficier de la protection américaine et de leur aide financière et matérielle. Cette protection revêt deux dimensions essentielles, la présence de troupes américaines sur le sol européen et la dissuasion nucléaire solidement adossée à la supériorité écrasante des États-Unis en matière d'armes nucléaires dans les premières années de la vie de l'Alliance et de l'OTAN, l'organisation civile et militaire intégrée mise en place pour donner de la crédibilité aux engagements de défense mutuelle pris par ses membres. L'initiative de la création du pacte de Varsovie revient clairement aux Soviétiques par suite de l'entrée de l'Allemagne de l'ouest dans l'OTAN et sa remilitarisation qui se traduit par la mise sur pied une nouvelle armée allemande, la Bundeswehr, forte de 495 000 hommes. Les Soviétiques craignent la résurgence d'une Allemagne forte et aspirant à redevenir la principale puissance en Allemagne et possédant peut-être un jour l'arme nucléaire bien que son accès lui soit interdit par les traités en vigueur. Ils peuvent aussi craindre que les Américains soient tentés par une attaque nucléaire préventive avant que les Russes ne disposent d'une capacité de représailles suffisante. Si le caractère défensif des deux alliances est bien réel, il s'accompagne de la mise en place d'organisations militaires et d'une accumulation d'armements aux fortes capacités offensives. Le point de vue de l'OTAN est que la doctrine militaire soviétique et la puissance de feu des forces du pacte de Varsovie traduisent une posture clairement offensive.
L'OTAN comme le Pacte sont préparés à mener des opérations qui combinent l'emploi de moyens conventionnels et nucléaires. La stratégie de l'OTAN repose davantage sur la dissuasion nucléaire selon des doctrines qui évoluent avec la montée en puissance des moyens nucléaires soviétiques. À partir du milieu des années 1960, la doctrine de l'OTAN dite « stratégie de la riposte graduée » suppose que ses forces conventionnelles soient suffisamment puissantes pour pouvoir faire face à un grand nombre de situations en utilisant ou non les armes nucléaires tactiques. Il s'agit pour l'OTAN de disposer d'un éventail de forces lui permettant de choisir le niveau de la riposte et de montrer qu'elle est prête et résolue à se défendre tout en laissant l'adversaire dans l'incertitude quant à la forme que prendrait cette défense.

## Effectifs et moyens comparés de l'OTAN et du pacte de Varsovie
Pendant toute la guerre froide, les deux alliances mobilisent des moyens militaires conventionnels considérables, constamment renforcés et modernisés. Le pacte de Varsovie jouit en la matière d'une supériorité numérique significative ; en termes qualitatifs, l'OTAN possède en revanche un grand avantage.
| OTAN   | Moyens militaires en Europe      | Pacte de Varsovie |
| ------ | -------------------------------- | ----------------- |
| 2,6    | Effectif militaire (en millions) | 4,0               |
| 84     | Divisions d'active               | 173               |
| 13 000 | Chars de bataille                | 42 500            |
| 10 750 | Artillerie                       | 31 500            |
| 30 000 | Véhicules blindés                | 78 800            |
| 400    | Hélicoptères d'attaque           | 700               |
| 2 975  | Avions tactiques                 | 7 240             |

Les données relatives au rapport de forces entre l'OTAN et le pacte de Varsovie proviennent le plus souvent de sources occidentales. Les négociations dites « Mutual and Balanced Force Reductions (en) » menées entre 1973 et 1979 par l'OTAN et le pacte de Varsovie sur la réduction des forces en Europe ont toutefois rendues disponibles des données précises fournies par les deux camps. À cette même période, la France n'est plus partie prenante de l'organisation militaire intégrée de l'OTAN, les données fournies par l'OTAN n'incluent donc pas les forces françaises.
Au début des années 1980, les forces armées des pays du pacte de Varsovie comptent environ 5,7 millions d'hommes, dont 4 millions face à l'OTAN ; les forces permanentes des pays de l'OTAN se composent de 4,4 millions d'hommes dont quelque 2,6 millions stationnés en Europe. Les forces les plus importantes sont massées de part et d'autre de la frontière entre les deux Allemagnes : sur ce front « Centre », le Pacte aligne 95 divisions, plus de 25 000 chars et 4 500 avions de combat, tandis que l'OTAN compte 35 divisions équipées de 7 600 chars et 2 000 avions. L'OTAN dispose d'environ 1 100 pièces d'artillerie et missiles à courte portée utilisables sur le champ de bataille avec des ogives nucléaires et jouit d'une supériorité en la matière.
Dans le domaine naval, la situation est fondamentalement dissymétrique de par la géographie des deux alliances, l'OTAN reposant pour beaucoup sur les routes maritimes et possédant une grande tradition en matière de forces navales, tandis que le Pacte est d'essence continentale. Les Soviétiques aspirent néanmoins à contester la suprématie occidentale en la matière en développant notamment une flotte de sous-marins considérable, capable de menacer le commerce ou l'acheminement de renforts militaires.

### Comparaison par théâtre d'opérations
| OTAN | Nbre. de divisions | Pacte de Varsovie | Ratio Pacte / OTAN |
| ---- | ------------------ | ----------------- | ------------------ |
| 5    | Nord-Europe        | 10                | 2,0                |
| 37   | Centre-Europe      | 69                | 1,3                |
| 15   | France             | 69                | 1,3                |
| 45   | Sud-Europe         | 42                | 0,9                |
| 102  | Toutes zones       | 121               | 1,2                |

| OTAN  | Nbre. d'avions d combat | Pacte de Varsovie | Ratio Pacte / OTAN |
| ----- | ----------------------- | ----------------- | ------------------ |
| 2 035 | Nord et Centre Europe   | 4 405             | 1,8                |
| 435   | France                  | 4 405             | 1,8                |
| 1 065 | Sud Europe              | 2 700             | 2,5                |
| 3 535 | Toutes zones            | 7 105             | 2,0                |

La géographie de l'Europe conduit à distinguer trois théâtres d'opérations principaux pour des opérations essentiellement aéroterrestres : le Nord Europe de l'extrême nord de la Norvège jusqu'à la mer Baltique et le nord de l'Allemagne, le Centre Europe qui correspond à la frontière de la RFA avec la RDA et la Tchécoslovaquie et à la France en second rideau, et enfin le Sud Europe qui englobe les pays riverains de la Méditerranée et les pays les plus au sud du Pacte. en complément, l'océan Atlantique constitue un quatrième théâtre pour des opérations purement aéronavales.

### La situation particulière de Berlin

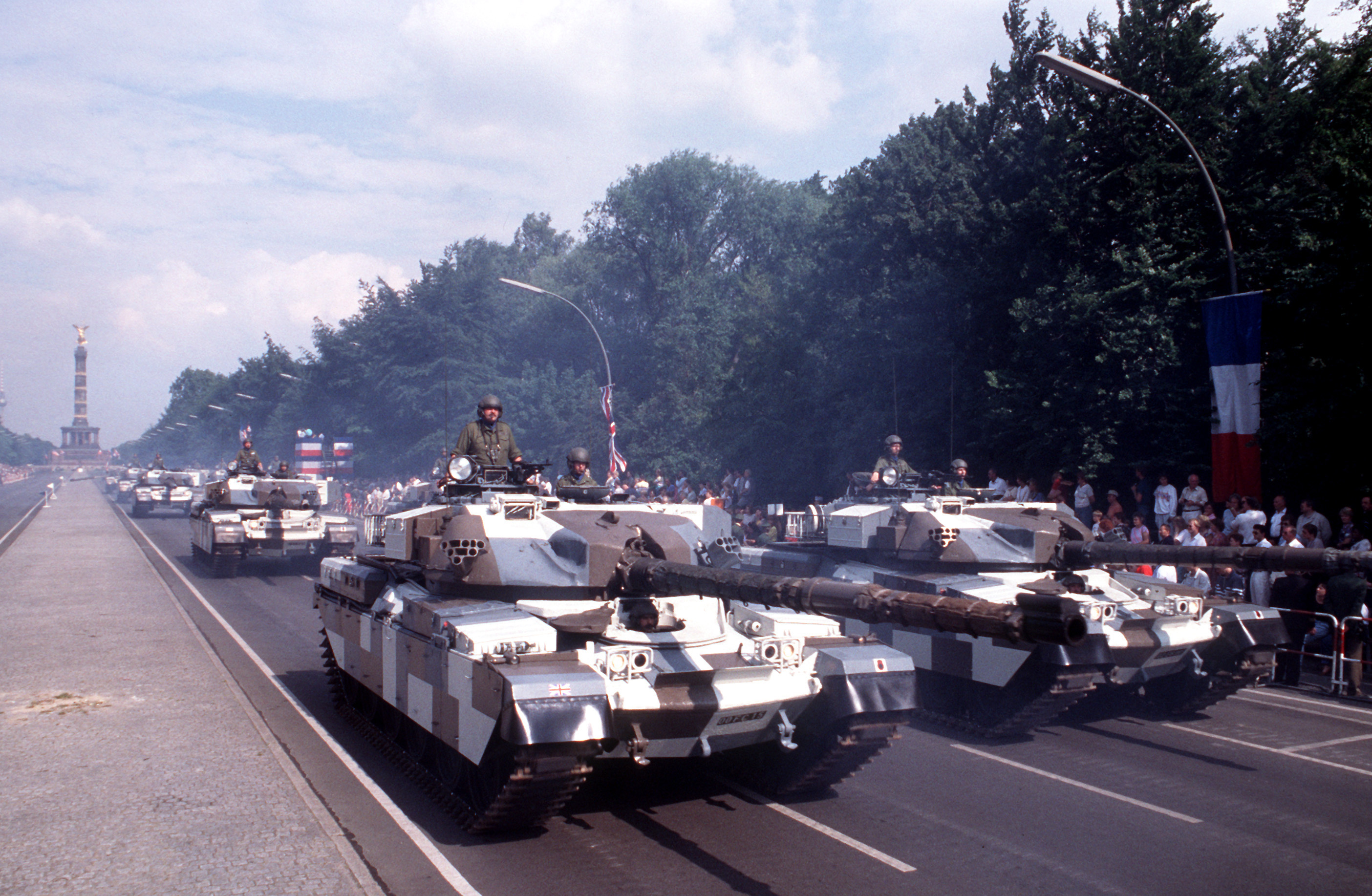
Chars Chieftain du ' de la défilant dans la Straße des 17. Juni à Berlin-Ouest le 18 juin 1989.

Durant toute la guerre froide, Berlin demeure sous le statut d'occupation par les quatre puissances résultant des accords de Potsdam. Les États-Unis, la France, la Grande-Bretagne et l'Union soviétique maintiennent chacun des troupes dans leur zone d'occupation de Berlin de la taille d'une brigade environ. Durant la crise de Berlin qui conduit à l'élévation du Mur, des chars américains et soviétiques se font face pendant deux jours en octobre 1961 de part et d'autre du checkpoint Charlie.

### Armements conventionnels des armées de l'OTAN et du pacte de Varsovie
Les doutes existants au sein des états-majors de part et d'autre quant à la possibilité réelle d'utiliser des armes nucléaires tactiques et le ravivement des tensions Est-Ouest dans les années 1980 conduisent au renforcement et à la modernisation des matériels mis en ligne par les deux camps dont le tableau ci-dessous identifie les principaux.
Bien que dans les années 1980 la France ne fasse pas partie de l'organisation militaire intégrée de l'OTAN, et qu'à ce titre ses forces ne soient pas incluses dans les données publiées par l'OTAN, les principaux matériels dont sont équipées les Forces françaises en Allemagne figurent dans ce tableau dans la mesure où elles constituent une réserve générale importante pour l'OTAN en cas de crise ou de guerre selon les accords à l'époque confidentiels négociés entre les États-majors français et américains.
Une partie des pièces d'artillerie et des avions de combat possèdent une capacité duale, c'est-à-dire peuvent être employés soit avec des explosifs classiques, soit avec des armes nucléaires ou chimiques.
| OTAN                                                                        | Type d'arme                | Pacte de Varsovie                                     |
| --------------------------------------------------------------------------- | -------------------------- | ----------------------------------------------------- |
| Leopard 1, Leopard 2, AMX-30 Chieftain, Challenger 1, M60 Patton, M1 Abrams | Char de bataille           | T-64, T-72, T-80                                      |
| M108/M109, M110 MLRS                                                        | Artillerie Lance-roquettes | 2S3 Akatsiya, 2S5 Giatsint-S BM-21 Grad, BM-27 Uragan |
| M113, Marder, AMX-10 P M2/M3 Bradley,                                       | Véhicule blindé            | PT-76, BMP-2, MT-LB                                   |
| F-16, F-15 Eagle,                                                           | Chasseur                   | MIG-23, MIG-25, MIG-29, MIG-31                        |
| Phantom II, A-10 Thunderbolt II, F-111 Panavia Tornado,                     | Chasseur-bombardier        | MIG-27, SU-24, SU-25                                  |

### Cartes illustratives des effectifs de l'OTAN et du pacte de Varsovie en 1959 et en 1973
Les effectifs des armées de l'OTAN et du pacte de Varsovie ont évolué pendant la guerre froide au gré des phases de détente ou de plus grande tension et en fonction des priorités budgétaires. Du côté de l'OTAN, ils augmentent très fortement dans les années 1950 avec la mise en place de l'organisation militaire intégrée consécutive à la guerre de Corée et l'installation en Europe de forces armées américaines importantes. La constitution d'une armée ouest-allemande de 500 000 hommes à partir de 1955 renforce de manière significative les moyens de l'OTAN. La détente ou les tensions en Asie entraîne ensuite une stabilisation voire une baisse des effectifs militaires en Europe tant à l'Ouest qu'à l'Est. La sortie de la France de l'organisation militaire de l'OTAN entraîne en 1967 une redistribution très importante des forces américaines en Europe vers les autres pays de l'OTAN. La montée des tensions au début des années 1980 a pour conséquence de renforcer en quantité mais surtout qualitativement les moyens conventionnels massés de chaque côté du rideau de fer.

Effectifs des forces armées de l'OTAN et du pacte de Varsovie en 1959 (Le chiffre sur la péninsule Ibérique comprend les effectifs américains stationnés dans la région et ceux de l'Armée portugaise) - Pays membres de l'OTAN - Alliés des pays de l'OTAN - Pays membres du pacte de Varsovie - Pays neutres - Pays non-aligné
Effectifs des forces armées de l'OTAN et du pacte de Varsovie en 1973 (Les chiffres en Islande et en Espagne correspondent aux effectifs américains stationnés dans ces pays)

- Effectifs des forces armées de l'OTAN et du pacte de Varsovie en 1973
(Les chiffres en Islande et en Espagne correspondent aux effectifs américains stationnés dans ces pays)
  - Pays membres de l'OTAN
  - Alliés des pays de l'OTAN
  - Pays membres du pacte de Varsovie
  - Pays neutres
  - Pays non-aligné

## La nucléarisation du théâtre militaire européen
En sus de leurs forces nucléaires stratégiques basées sur leur territoire, les États-Unis comme l'Union soviétique déploient en Europe un nombre considérable de bombes nucléaires et de vecteurs à moyenne ou courte portée de toutes sortes capables de les porter, dont une partie est opérée par les forces des pays membres de leurs alliances respectives.

### Forces nucléaires intermédiaires
Les Soviétiques possèdent à partir du milieu des années 1950 des missiles de portée intermédiaire capables d'atteindre depuis la RDA les grandes villes européennes. Le SS-4 est l'IRBM soviétique standard jusqu'en 1977 : de par sa tête nucléaire puissante (de 1 à 3 MT) et sa portée de 2 000 kilomètres, il est destiné à la destruction des villes en Europe. Plusieurs centaines de ces missiles sont déployés dans les années 1960 et 1970. Les États-Unis déploient des missiles de portée intermédiaire en nombre limité au Royaume-Uni, en Italie et en Turquie, dont une partie est retirée à la suite de la crise de Cuba. Dans les années 1970, 160 Pershing 1A, missile de deuxième génération mais de portée limitée à 750 kilomètres, sont déployés dans des pays de l'OTAN en Europe sans pour autant combler l'écart qui existe au profit des Soviétiques.
| OTAN | Système d'arme (nombre de vecteurs) | Pacte de Varsovie |
| ---- | ----------------------------------- | ----------------- |
| 108  | Missiles balistiques                | 308               |
| 256  | Missiles de croisière               | 0                 |
| 144  | Chasseurs-bombardiers               | 360               |
| 508  | TOTAL                               | 668               |

La crise des euromissiles est la dernière grande crise de l'histoire de la guerre froide sur le continent européen. Elle trouve son origine en 1977 dans le début du déploiement par les soviétiques des nouveaux missiles SS-20 d'une précision et d'une portée (jusqu'à 5 000 km) fortement plus grandes que les SS-4. Elle atteint son apogée, en 1983, avec la décision des occidentaux de déployer les missiles balistiques Pershing 2 et les missiles de croisière BGM-109G Gryphon. Les tensions à l'intérieur de l'Europe, entre pacifistes et partisans de la fermeté vis-à-vis de l'URSS d'une part et entre l'Ouest et l'Est sont fortes pendant les années 1980-1985. L'arrivée au pouvoir de Gorbatchev permet de trouver un accord pour l'élimination de tous les missiles de portée intermédiaire basés en Europe qui donne lieu à la signature du Traité sur les forces nucléaires à portée intermédiaire, le 8 décembre 1987, par Gorbatchev et Reagan. Les forces nucléaires de la France et de la Grande-Bretagne ne sont pas incluses dans cet accord, les Soviétiques cédant sur ce point après en avoir longtemps voulu l'inclusion ce que les deux pays européens concernés ne pouvaient accepter sans remettre en cause leur stratégie de dissuasion nucléaire.
Cet accord ne concerne pas les avions de combat capables de porter des bombes atomiques sur des distances de plus de 1 000 kilomètres, comme les F-111 américains ou les Tu-16 Badger et les Tu-22M Backfire soviétiques, dont l'extrême mobilité et la grande variété de charges d'emports et de rayon d'action selon les missions et leurs bases rendent en pratique impossible de les inclure dans un accord régional de limitation des armements. Naturellement avantagés par leur situation géographique en ce domaine, les Soviétiques possèdent pendant la guerre froide une supériorité quantitative nette sur l'OTAN.

### Forces nucléaires à courte portée
| OTAN  | France | Système d'arme (nombre de vecteurs) | Pacte de Varsovie |
| ----- | ------ | ----------------------------------- | ----------------- |
| 0     | 0      | Missiles à courte portée (< 500 km) | 700               |
| 88    | 33     | Missiles tactiques (< 150 km)       | 775               |
| 1 800 | 75     | Avions de combat                    | 4 000             |
| 1 200 | NC     | Artillerie                          | 3 800             |

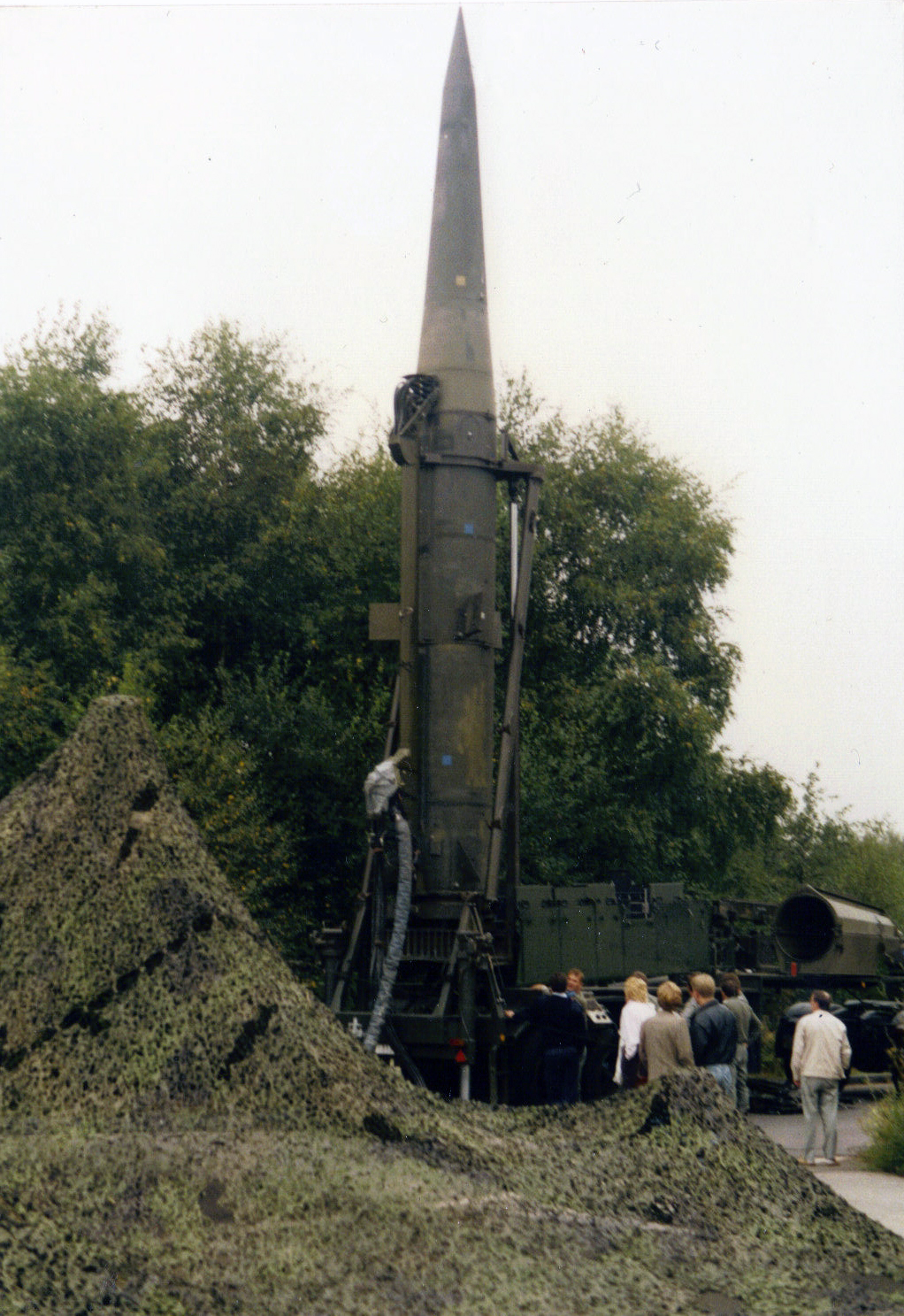
Missile Pershing 1A de la FKG 2 (escadre de missiles sol-sol) de l'Armée de l'air ouest-allemande en 1989. Les vecteurs sont nationaux mais l'ogive est alors américaine et le partage nucléaire est sous double clé. Toutes les armes nucléaires tactiques des États-Unis tirées depuis des lanceurs terrestres et navals ont été retirées du service en 1991.

À partir d'octobre 1953, les premières armes nucléaires tactiques sont déployées en Europe par l'armée américaine sur le sol ouest-allemand et dans d'autres pays de l'OTAN avec l’arrivée des M65 Atomic Cannon complété dès 1954 par des missiles MGR-1 Honest John. Ces missiles à courte portée et pièces d'artillerie ouvrent la porte à un emploi combiné avec celui des armes conventionnelles. L'OTAN dispose longtemps d'un avantage quantitatif important sur le pacte de Varsovie.
Le rapport de forces s'inverse dans les années 1970 et 1980. Les Soviétiques équipent leurs armées de missiles comme les Scud d'une portée de quelques centaines de kilomètres, destinés à accompagner la manœuvre de leurs grandes unités blindées, et donc susceptibles de se trouver à portée de cibles dans toute l'Europe. Initialement en retard en matière d'artillerie susceptible de tirer des obus nucléaires, les Soviétiques procèdent aussi à l'introduction massive de pièces d'artillerie automotrices, comme le 2S3 Akatsiya très proche du M-109 américain.
La France dispose aussi, sous son propre commandement, de systèmes d'armes entrant dans cette catégorie, avec les missiles Pluton d'une portée de 120 kilomètres en service de 1974 à 1993 et les avions de combat Mirage IIIE, Jaguar, Étendard IV et Super-Étendard à capacité nucléaire à partir de 1973 avec la bombe AN-52 puis Mirage 2000N à partir de 1988 avec le missile Air-sol moyenne portée.

## Structures militaires de l'OTAN pendant la guerre froide

### Commandement
Sous l'autorité du Comité militaire, le commandement militaire de l'OTAN est structuré selon une logique géographique en trois grands commandements,, :
- Commandement allié en Europe (ACE), qui couvre toute l'Europe de l'extrême nord jusqu'à la Méditerranée. Le Commandant suprême allié Europe (SACEUR) qui le dirige est un général américain. Il s'appuie sur un état-major, le SHAPE, chargé d'élaborer les plans de défense, et a autorité sur trois principaux commandements, eux aussi définis selon une logique géographique :
  - Nord Europe (AFNORTH) qui couvre la zone de la Baltique, y compris le Land allemand du Schleswig-Holstein, dont le commandant en chef (CINCNORTH) est en règle générale britannique.
  - Centre Europe (AFCENT) qui couvre la frontière de l'Allemagne de l'Ouest avec ses voisins de l'Est, dont le commandant en chef (CINCCENT) est américain Pour les deux alliances, ce front est le plus important et rassemble la majorité de leurs moyens terrestres et aériens. L'OTAN y aligne deux groupes d'armées, le Northern Army Group (NORTHAG) et le Central Army Group (en) (CENTAG) comprenant, après le retrait de l'Armée française du commandement intégré, un total de huit corps d'armée (trois allemands, deux américains, un britannique, un belge, un néerlandais). Les forces aériennes sont organisées autour de la 2e et de la 4e Allied Tactical Air Forces (ATAF).
  - Sud Europe (AFSOUTH), qui couvre le bassin méditerranéen, avec les forces mises à disposition par l'Italie, la Grèce et la Turquie ainsi que la 6e flotte américaine.
- Commandement allié de l'Atlantique (ACLANT), qui couvre la zone de l'Atlantique nord avec pour responsabilités principales la protection des lignes de communication maritime alliées, la capacité à acheminer des renforts des États-Unis vers l'Europe en situation de crise et la capacité à conduire des opérations amphibies dans le Nord. Le Commandant suprême allié Atlantique (SACLANT) qui le dirige est toujours un amiral de l'U.S. Navy, qui le plus souvent est en même temps l'amiral commandant la flotte américaine de l'Atlantique. Son adjoint est un amiral britannique.
- Commandement allié de la Manche (ACCHAN), qui couvre la Manche et partie de la mer du Nord avec pour responsabilité principale de laisser ouverts les passages maritimes entre la Grande-Bretagne et le continent européen pour permettre le bon acheminement des renforts américains, canadiens et britanniques. Le Commandant en chef allié de la Manche (CINCHAN) est un amiral britannique, également commandant en chef de la Royal Navy britannique.

### Forces terrestres de l'OTAN

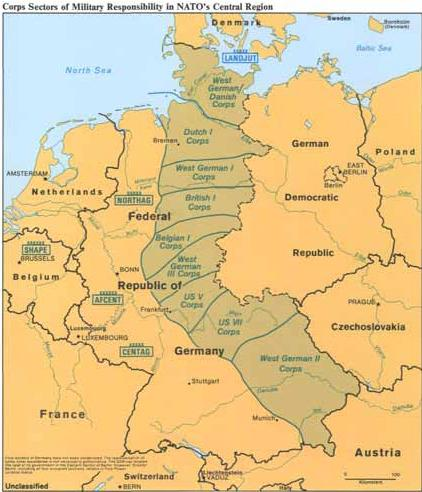
Secteurs de responsabilité des corps d'armée de l'OTAN en Centre Europe.

La partie la plus septentrionale de la RFA, au nord de l'Elbe, est sous responsabilité du commandement Nord Europe (AFNORTH) auquel est rattaché le Commandement des Forces Alliées des Approches de la Baltique (BALTAP) qui dispose d'un corps d'armée multinational allemand et danois composé en temps de paix de deux divisions d'infanterie mécanisée et d'éléments de corps d'armée, qui seraient renforcés en cas de crise par des unités britanniques et américaines pré-affectées.
Les deux groupes d'armées du Centre Europe (AFCENT) alignent du Nord au Sud les moyens suivants :
- Le Northern Army Group (NORTHAG) couvre la frontière avec la RDA depuis l'Elbe du Land de Basse-Saxe avec les forces de quatre pays : le Ier Corps néerlandais, le Ier Corps allemand, l'Armée britannique du Rhin (BAOR) et le Ier Corps belge.
- Le Central Army Group (en) (CENTAG) couvre la frontière avec le Sud de la RDA et la Tchécoslovaquie avec les forces de trois pays : le IIIe Corps allemand, le Ve Corps américain, le VIIe Corps américain, qui inclut une Division canadienne, et le IIe Corps allemand.

Au total, du Jutland à la Bavière, l'OTAN aligne dans les années 1970 et 1980 huit corps d'armée qui comprennent des troupes fournies par huit pays. À ces moyens viendraient s'ajouter en cas de guerre les Forces françaises en Allemagne, fortes d'un corps d'armée de trois divisions blindées et au plus haut de près de 50 000 hommes. Des plans sont établis avec l'OTAN qui établissent par avance ce que serait leur rôle en renfort du front Centre Europe.

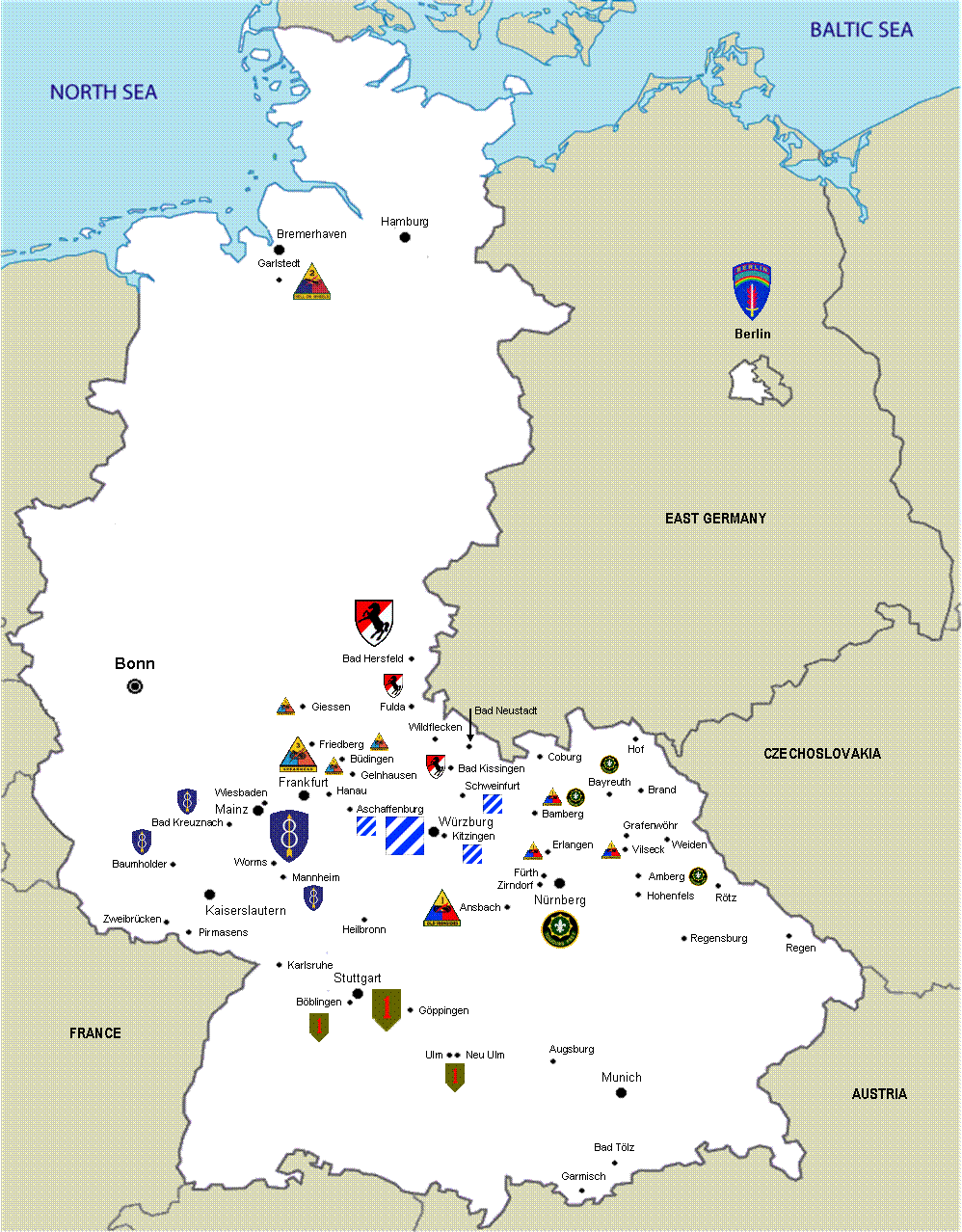
Formations de la 7e armée américaine en Allemagne de l'Ouest en 1987 :
- 1re division blindée
- 2e division blindée
- 3e division blindée
- 1re division d'infanterie
- 3e division d'infanterie
- 8e division d'infanterie
- 2e régiment de cavalerie blindé
- 11e régiment de cavalerie blindé
- Berlin Brigade

Les États-Unis déploient de nombreuses forces terrestres en Europe depuis la Seconde Guerre mondiale. Pendant toute la durée de la guerre froide, la 7e armée ou USAREUR assure le commandement de ces forces divisées entre le 5e corps et le 7e corps, ce dernier étant désactivé en 1991 après la guerre du Golfe. Ces forces sont basées en quasi-totalité en Allemagne. Il s'agit principalement de la 1re division d'infanterie et de la 1re division blindée respectivement basées à Wurtzbourg et Wiesbaden, la 7e armée étant basée à Heidelberg tout comme le 5e corps.
La British Army of the Rhine déployée dans le nord de la RFA, zone de grandes plaines favorable aux manœuvres de grandes unités de chars de bataille, comprend au début des années 1980 quatre divisions blindées et des unités d'artillerie, du génie et d'hélicoptères rattachées au niveau du commandement de l'armée. En 1983, afin de réduire les coûts, ce dispositif est diminué d'une division blindée, remplacée par une division d'infanterie basée en Grande-Bretagne faisant office de réserve.
Le Ier Corps des forces armées néerlandaises compte environ 35 000 soldats professionnels organisés en six brigades mécanisées, trois brigades blindées, une brigade d'infanterie et des éléments d'artillerie, de défense anti-aérienne et du génie ainsi que trois états-majors de division. Les effectifs sont complétés par la conscription et des réservistes

### Forces et bases aériennes

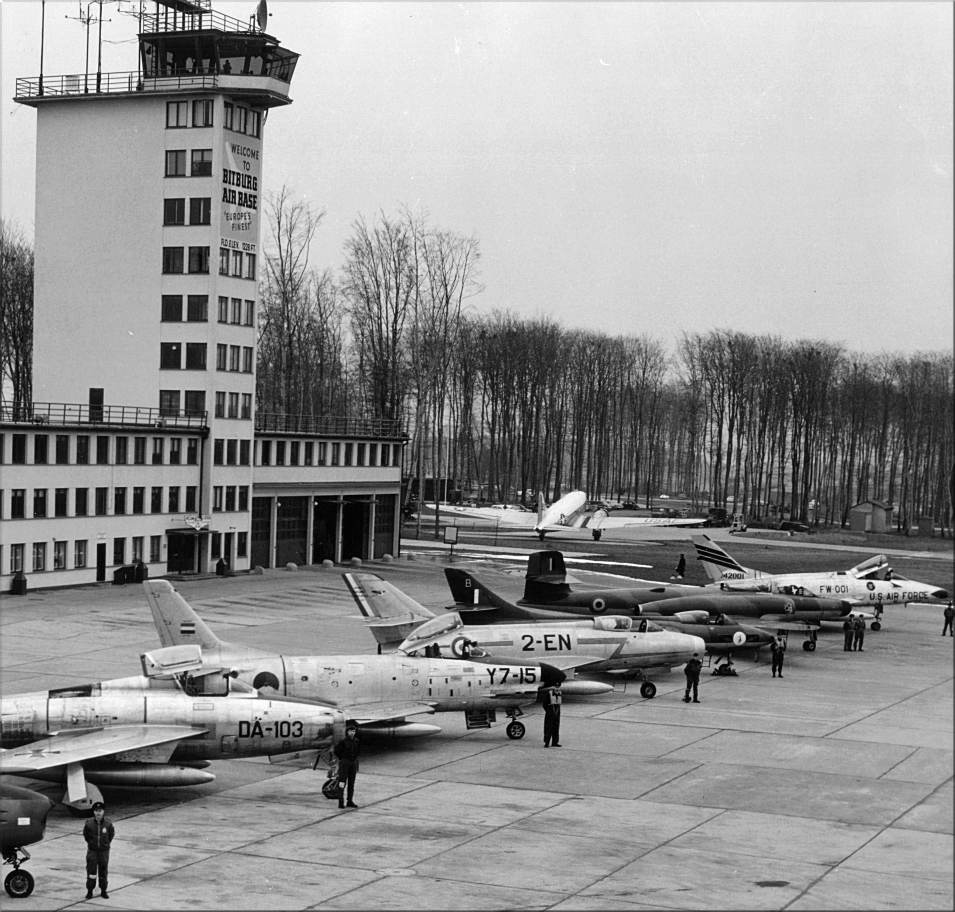
Avions des forces aériennes de l'OTAN devant la tour de contrôle de Bitburg Air Base en Allemagne de l'Ouest en 1959 : De gauche à droite, le nez d'un Canadair Sabre canadien, un F-84F Thunderstreak de la Luftwaffe ouest-allemande, un North American F-86K Sabre de la Koninklijke Luchtmacht néerlandaise, un Dassault Mystère IV de l'Armée de l'air française, un Hawker Hunter de la Royal Air Force britannique, un Avro CF-100 Canuck de la Royal Belgian Air Force, un North American F-100C Super Sabre du 36th Tactical Fighter Wing, 22nd TFS de l'USAF et en arrière-plan un Douglas C-47 Skytrain.

En 1951, l'OTAN n'avait à sa disposition qu'un nombre insignifiant d'aérodromes pouvant mettre en œuvre les nouvelles générations d'avions à réaction; elle se lança donc dans un effort massif dans ce domaine et 220 bases aériennes furent créées ou aménagés en Europe pour la somme de 448 millions de livres sterling (valeur en 1969).
L'United States Air Forces in Europe qui avait son quartier général à Wiesbaden, en Allemagne de l'Ouest depuis 1945, avait dans les années 1950, quatre escadres déployées au Royaume-Uni, trois en Allemagne de l'Ouest et six en France, soit 18 000 personnes et 800 avions de tous types.
Les États-Unis, engagés massivement dans la guerre de Corée depuis juin 1950 ne purent pas accomplir comme prévu leur installation en Europe. En conséquence, le Canada dut pallier ce problème. Il a donc été décidé de créer une force aérienne canadienne performante, réservée à l'Europe, qui consistait en quatre escadres de trois escadrons (équipés du nouveau North American F-86 Sabre) chacune. Le 1(F) Wing (escadre) était implanté à Marville, le 2(F) à Grostenquin (tous deux en France), le 3(F) à Deux-Ponts et le 4(F) à Baden-Söllingen (en) (tous deux en Allemagne de l'Ouest).
À partir de 1955, il est décidé la mise en œuvre d'un système de défense aérienne intégrée comprenant un réseau radar en Europe couplé aux unités de chasse et des batteries de missiles sol-air.
L'organisation des forces aériennes de l'OTAN suit pour l'essentiel le découpage territorial des forces terrestres :
- Les forces aériennes britanniques du Strike Command ainsi que la Force aéroportée de détection lointaine de l'OTAN sont rattachées directement au niveau du Commandement allié en Europe (ACE).
- Dans la zone Nord-Europe (AFNORTH), les forces aériennes de la Norvège, du Danemark et certaines unités allemandes et britanniques sont rattachées aux différents commandements territoriaux qui la composent.
- Les forces aériennes Centre-Europe (AAFCE) comprennent la 2e et la 4e Allied Tactical Air Force (ATAF). Elles sont placées sous la responsabilité d'un général américain, également commandant des United States Air Forces en Europe (USAFE), dont l'adjoint est un général britannique.
- Les forces aériennes Sud-Europe (AIRSOUTH) comprennent la 5e et la 6e ATAF.

### Forces et bases navales
Les États-Unis ont déployé deux grands commandements navals après la Seconde Guerre mondiale. Il s'agit du commandement des forces navales en Europe (USNAVEUR), organe naval du commandement européen des forces armées américaines (USEUCOM), et de la Sixième flotte américaine déployée en permanence en Méditerranée depuis 1947 contre la guérilla communiste en Grèce et en Turquie.
Cela a donc donné des installations navales américaines en Europe, principalement en Méditerranée :
- Northwood (Angleterre, Royaume-Uni) : le QG des forces navales en Europe ;
- Naples (Italie) : le QG de la Sixième flotte des États-Unis et point d'escale fréquent ;
- Holy Loch (Écosse, Royaume-Uni) : une base de sous-marins nucléaire lanceurs d'engins pendant la guerre froide, ouvert de 1961 a 1992 ;
- La Maddalena (Sardaigne, Italie) : une autre base de sous-marins de 1973 à janvier 2008[16] ;
- Rota (Espagne) : une base aéronavale, aux portes du détroit de Gibraltar ;
- Sigonella (Sicile, Italie) : une autre base aéronavale face au point le plus étroit de Méditerranée : le passage entre la Libye et la Sicile ;
- Gaète (Italie) : une base navale.

## Structures militaires du pacte de Varsovie

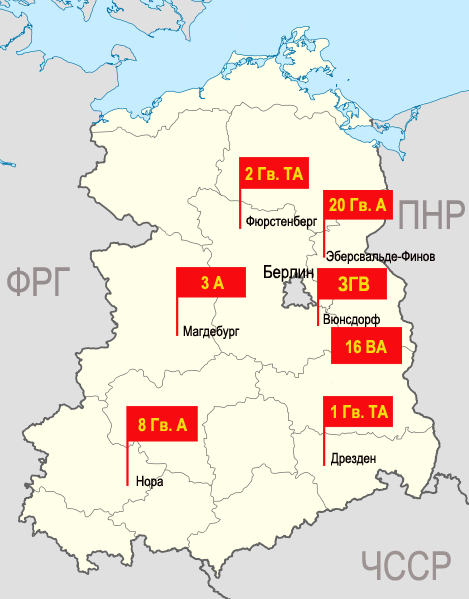
Localisation des forces soviétiques en RDA (1991)

Lors de la formation du pacte de Varsovie, les troupes d'occupation soviétiques en Europe de l'Est sont rebaptisées et sont intégrées dans le Pacte dont elles forment l'essentiel des troupes. En Allemagne de l'Est, les forces soviétiques d'occupation deviennent le Groupe des forces armées soviétiques en Allemagne, rebaptisé Groupe de forces Ouest en 1988. Le Groupe de forces Sud, reformé en 1956 dans le contexte de l'insurrection de Budapest, est stationné en Hongrie.
Le Groupe de forces Ouest en RDA est constitué d'unités équipées des matériels les plus modernes. Sa composante terrestre comprend treize divisions blindées, douze divisions motorisées et de nombreuses unités de missiles, d'artillerie, du génie et de défense aérienne qui la rende apte à des opérations offensives de grande ampleur vu de l'OTAN. Sa composante aérienne, également basée sur le territoire de la RDA compte plus de 1 000 chasseurs et chasseurs-bombardiers modernes.
À ces forces soviétiques s'ajoutent celles de la RDA, la Nationale Volksarmee, également équipées des matériels les plus modernes, contrairement à celles des autres pays du pacte de Varsovie. Elles comptent six divisions de premier rang (deux blindées et quatre motorisées) qui passeraient sous commandement soviétique en période de crise.
En Pologne, la composante terrestre du Groupe de forces Nord soviétique comprend une division blindée, une division motorisée, un régiment d'hélicoptères d'attaque et une brigade de 18 lanceurs de missiles sol-sol Scud-B à capacité duale, conventionnelle et nucléaire. Sa composante aérienne comprend environ 400 avions de combat. L'Armée populaire de Pologne, fortement encadrées par les Soviétiques, sont les plus importantes des états satellites. Elles jouent un rôle politique actif au service du régime communiste et participent en 1968 à l'intervention armée du pacte de Varsovie en Tchécoslovaquie pour mettre fin au Printemps de Prague. L'armée de terre comprend au plus fort 5 divisions blindées, 6 divisions motorisées et sont équipées de plus de 3 000 chars d’assaut. L'armée de l'air comprend 565 avions de combat et 80 hélicoptères armés.
| Pays               | Forces du pays | Forces soviétiques stationnées dans le pays | Désignation des forces soviétiques |
| ------------------ | -------------- | ------------------------------------------- | ---------------------------------- |
| Allemagne de l'Est | 173 000        | 380 000                                     | Groupe de forces Ouest             |
| Bulgarie           | 117 000        |                                             |                                    |
| Hongrie            | 91 000         | 65 000                                      | Groupe de forces Sud               |
| Pologne            | 412 000        | 40 000                                      | Groupe de forces Nord              |
| Roumanie           | 171 000        |                                             |                                    |
| Tchécoslovaquie    | 200 000        | 70 000                                      | Groupe de forces Centre            |
| TOTAL              | 1 164 000      | 555 000                                     |                                    |

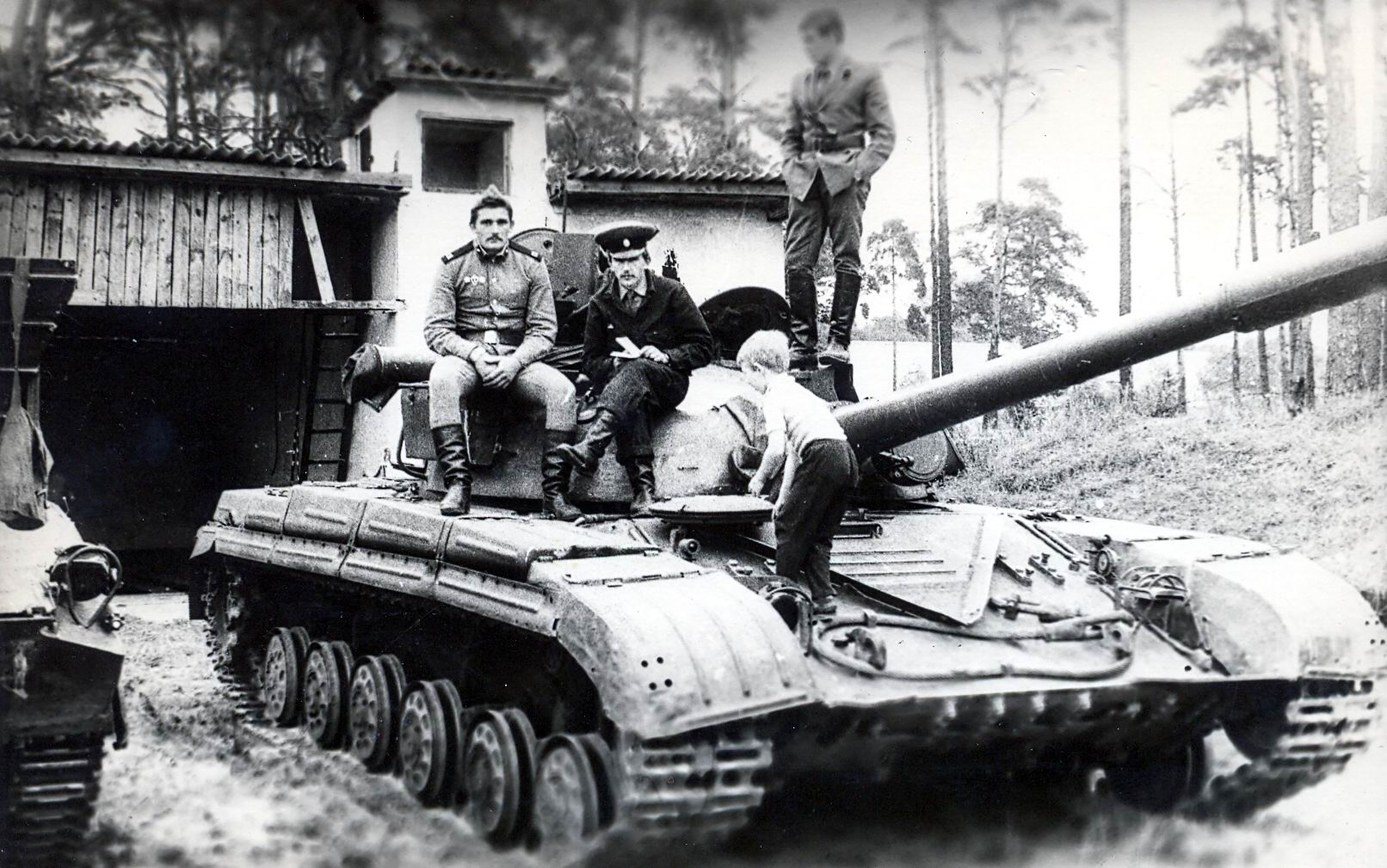
Un T-64 du groupement des forces armées soviétiques en Allemagne au début des années 1980.
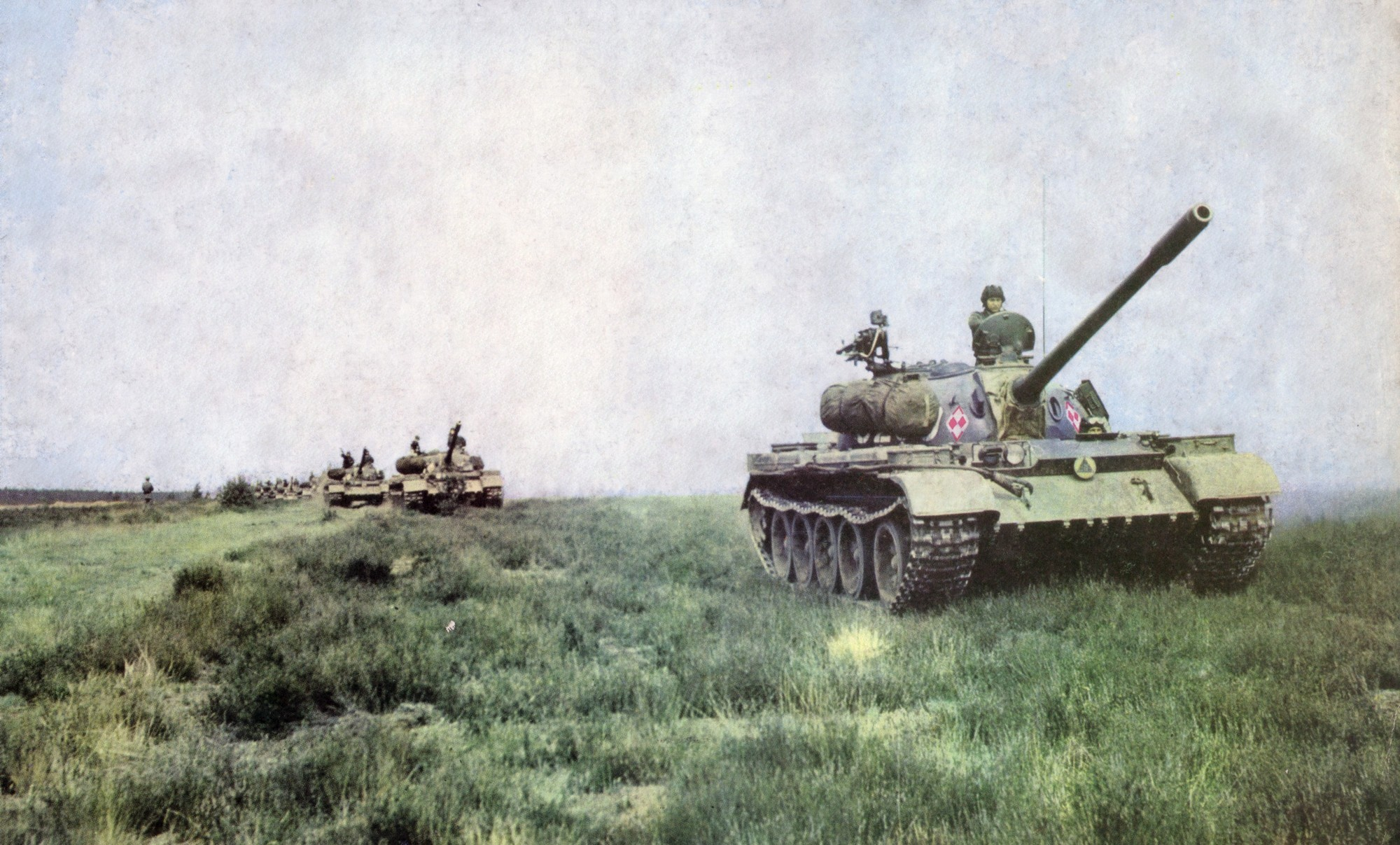
Colonne de T-54A de l’armée populaire polonaise, la deuxième plus puissante du pacte de Varsovie.
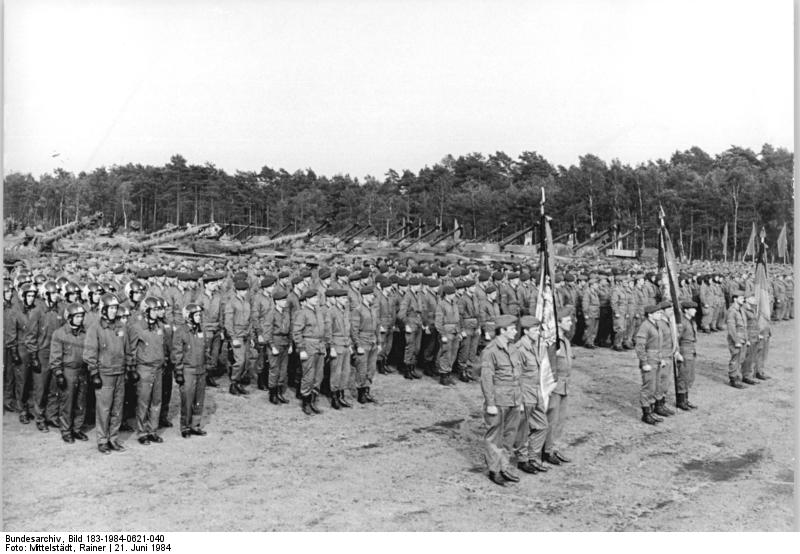
Revue de parachutistes de l'armée est-allemande en 1984.